# جنيفر جونستون
جنيفر جونستون (بالإنجليزية: Jennifer Johnston)‏‏ (12 يناير 1930 في دبلن - 25 فبراير 2025) روائية، وكاتِبة من جمهورية أيرلندا.

## الجوائز
- جائزة نادي القلم الإيرلندي [الإنجليزية]‏
- زميل في الجمعية الملكية للأدب

## روابط خارجية
- جنيفر جونستون على موقع IMDb (الإنجليزية)
- جنيفر جونستون على موقع الموسوعة البريطانية (الإنجليزية)